# (10123) Fideöja
(10123) Fideöja, désignation internationale (10123) Fideoja, est un astéroïde de la ceinture principale.

## Description
(10123) Fideoja est un astéroïde de la ceinture principale. Il fut découvert le 17 mars 1993 à La Silla par le programme UESAC. Il présente une orbite caractérisée par un demi-grand axe de 2,27 UA, une excentricité de 0,21 et une inclinaison de 4,1° par rapport à l'écliptique.

## Compléments